# Такі М'Рабет
Такі М'Рабет (28 лютого 1989) — туніський плавець.
Учасник Олімпійських Ігор 2012 року.
Переможець Всеафриканських ігор 2011 року, призер 2007 року.